# Kubbra Sait

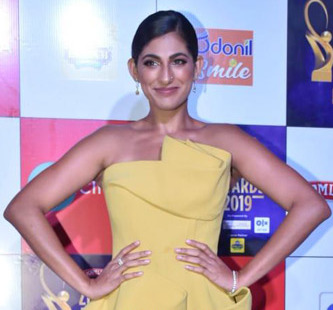
Kubbra Sait in 2019

Kubbra Sait (27 juli 1983) is een Indiase actrice, presentatrice en model die acteerde in films als Sultan, Ready en City Of Life. Ze speelt Kuckoo in Sacred Games, de eerste originele serie van Netflix India.

## Vroege leven en carrière
Sait werd geboren op 27 juli 1983 in Bangalore. Haar jongere broer Danish Sait is een radiojockey en televisiehost. In 2005 verhuisde ze naar Dubai na haar afstuderen aan het National Institute of Information & Management Sciences in Bangalore. Sait presenteerde al shows toen ze ongeveer dertien jaar oud was, maar was kort accountmanager bij Microsoft in Dubai voordat ze haar carrière in de entertainmentindustrie voortzette. Ze is een winnaar van de India's Best female Emcee Award in 2013. Ze won ook Miss Personality in Miss India Worldwide Beauty Pageant in 2009. Sait werd geprezen voor haar rol als transgender vrouw Kukoo in de Netflix-show Sacred Games. Deze door Netflix geproduceerde serie is genomineerd in de categorie Beste drama van de 47e International Emmy Awards 2019. Kubbra Sait vertegenwoordigde Sacred Games tijdens de Emmy-uitreiking van 25 november 2019.
Sait speelde ook een ondersteunende rol in Gully Boy, geregisseerd door Zoya Akhtar en uitgebracht op 14 februari 2019.